# Скребни
Скре́бни, или акантоцефа́лы, или колючеголо́вые (лат. Acanthocephala), — тип первичнополостных беспозвоночных животных, включающий около 1150 видов относительно крупных червеобразных организмов. Все представители — облигатные паразиты водных и наземных позвоночных, в качестве промежуточных хозяев выступают ракообразные и насекомые.

## Общая характеристика

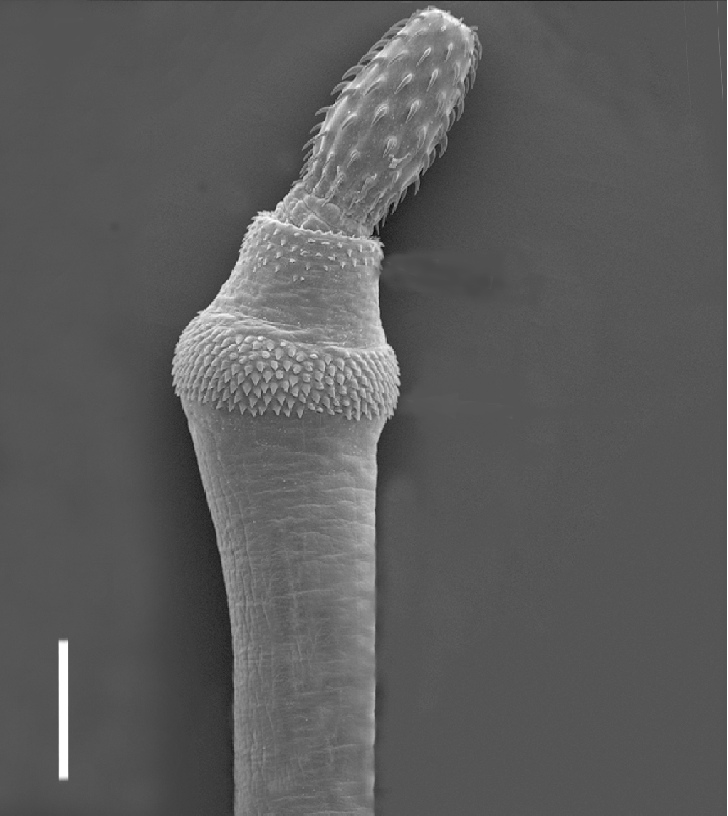
Пресома скребня Bolbosoma vasculosum, фото сделано с помощью сканирующего электронного микроскопа. Шкала — 200 мкм

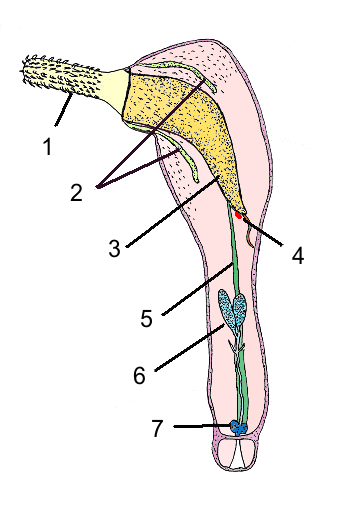
Схема строения самца скребня Corynosoma wegeneri. 1 — хоботок; 2 — лемниски, 3 — хоботковое влагалище, 4 — ганглий, 5 — лигамент, 6 — семенники, 7 — цементная железа

Тело скребней билатерально симметрично и подразделяется на пресому, включающую вооружённый крючьями хоботок и шейный отдел, и метасому — туловищный отдел. Хоботок вворачивается в крупное мешковидное образование, свисающее в полость тела, — хоботковое влагалище, внутри которого также располагается мощный мускульный тяж — ретрактор хоботка. С двух сторон от хоботкового влагалища обычно располагаются два удлинённых тела — лемниски, также обладающие собственной мускулатурой. Их функция пока не известна. От хоботкового влагалища и до заднего конца тела тянется клеточный тяж — лигамент, возможно являющийся рудиментом кишечника.
Покровы акантоцефал представлены сложно организованным синцитиальным эпидермисом (синдермисом), под которым лежат слои кольцевых и продольных мышц.
Кровеносная, дыхательная и пищеварительная системы отсутствуют, дыхание и поглощение питательных веществ осуществляется через покровы, а в качестве распределительной системы выступает обширная первичная полость тела.
Выделительная система протонефридиального типа имеется лишь у небольшого числа видов скребней представителей семейства Oligacanthorhynchidae и открывается наружу через протоки половой системы.
Нервная система представлена шаровидным или овальным ганглием, лежащим внутри хоботкового влагалища и продольными нервными стволами, отходящими к задней части тела червя и вперёд к хоботку. У самцов в области полового отверстия также расположен половой ганглий.
Половая система самцов включает 2 семенника, семявыносящие канальцы, семяпровод, цементные железы и сложно устроенный копулятивный аппарат, расположенный терминально. У половозрелых самок оформленная гонада отсутствует, в полости тела свободно располагаются многочисленные яйцевые комки. Половое отверстие расположено на заднем конце тела. Система половых протоков самки включает в себя влагалище, матку, 2 коротких яйцевода и маточный колокол.

## Размножение и жизненный цикл
Все скребни раздельнополы. Достигнув половой зрелости в кишечнике окончательного хозяина — позвоночного животного, черви копулируют. После введения в половые протоки самки семенной жидкости туда же самец выделяет секрет цементных желёз, образующий своеобразную пробку, исключающую возможность повторной копуляции с другими самцами. Семенная жидкость поступает в полость тела самки, которая к тому моменту заполняется яйцевыми комками — особыми образованиями, в которых формируются женские половые клетки. Каждый яйцевой комок состоит из наружного — вегетативного, и внутреннего — генеративного синцитиев. Первый несёт на поверхности многочисленные микроворсинки и поглощает питательные вещества из окружающей среды, а во втором формируются ядра будущих ооцитов. Формирование женских гамет начинается с того, что генеративные ядра вместе с окружающими участками цитоплазмы погружаются в толщу наружного синцития и созревают, получая от него необходимые питательные вещества. Зрелые ооциты остаются в наружном синцитии, где и происходит оплодотворение.
После формирования яиц пробка выводится из половых протоков самки и яйца поступают в кишечник хозяина. При этом только зрелые яйца, уже содержащие внутри личинок, могут попасть из полости тела самки в её половые протоки, благодаря особому образованию — маточному колоколу, которое служит своеобразным фильтром, пропускающим только яйца определённой формы. Попав во внешнюю среду, яйца поедаются промежуточными хозяевами, в качестве которых могут выступать ракообразные, моллюски и наземные насекомые. В норме окончательными хозяевами выступают грызуны, однако при поедании промежуточного хозяина — насекомого — скребнем может заразиться и человек. 

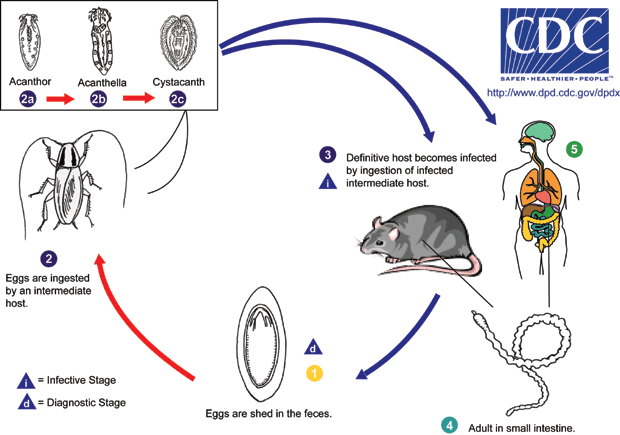
Схема жизненного цикла скребня Moniliformis moniliformis

В пищеварительной системе промежуточного хозяина из яйца выходит просто организованная и лишённая полости личинка — акантор, которая внедряется в стенку кишечника хозяина, где задерживается на срок от нескольких часов до двух недель. После этого личинка мигрирует в полость тела, где происходит метаморфоз, в результате которого закладываются внутренние органы, характерные для дефинитивного червя, включая половой зачаток. Личинка, прошедшая стадию активного органогенеза, — акантелла, является практически полной копией взрослого червя с недоразвитой половой системой. На следующей стадии развития у личинки сильно втягиваются передний и задний концы тела, после чего шаровидная или яйцевидная личинка инцистируется и становится цистикантом. В таком виде личинки могут длительное время переживать в промежуточном хозяине, сохраняя свою инвазионность.
Заражение окончательного хозяина происходит при поедании им заражённого цистикантами промежуточного хозяина. Личинки эксцистируются; у них выворачиваются и занимают нормальное положение передний и задний концы тела. Молодые паразиты прикрепляются с помощью хоботка к стенке пищеварительного тракта, интенсивно растут и, достигнув половой зрелости, приступают к половому размножению.
Иногда между промежуточным и окончательным хозяином появляется так называемый резервуарный хозяин, в роли которого могут выступать позвоночные животные, поедаемые окончательным хозяином. В таких хозяевах цистикант эксцистируется, однако после этого паразит не остаётся в кишечнике, а проникает через его стенку в полость тела, где пребывает до момента поедания резервуарного хозяина окончательным. В качестве примера такого варианта передачи паразита можно привести пищевую цепочку: мелкое ракообразное — хищная рыба — тюлень.

## Систематическое положение и классификация
В разное время скребней сближали с плоскими червями, нематодами и даже приапулидами. На сегодняшний день скребни считаются отдельным типом животных, наиболее близкими родственниками которого являются коловратки, вместе с которыми акантоцефалы объединяются в таксон Syndermata. При этом вопрос, какая именно группировка коловраток является сестринской скребням, до сих пор не решён и активно обсуждается в современных статьях по филогении.
Тип Acanthocephala традиционно разделяют на три класса: Archiacanthocephala, Eoacanthocephala и Palaeacanthocephala. Исследования, выполненные на молекулярном уровне, демонстрируют несколько более сложную картину филогенетических отношений внутри данной группы, однако в целом не противоречат такому разделению. Кроме того, в некоторых работах выделяется немногочисленный четвёртый класс: Polyacanthocephala.